# 賈洛爾縣
賈洛爾縣是印度的一個縣，位於該國西北部，由拉賈斯坦邦負責管轄，面積10,640平方公里，每年平均降雨量412毫米，識字率為55.58%，2011年人口1,830,151，人口密度每平方公里172人。

## 外部連結
- Jalore district Official Website

25°21′00″N 72°37′12″E / 25.35000°N 72.62000°E